# Theo Müller (Botaniker)
Theodor Müller (* 17. März 1930 in Banjarmasin, Borneo (Indonesien); † 11. August 2023) war ein deutscher Botaniker, Pflanzensoziologe und Hochschulprofessor.

## Jugend und Studium
Müller kam nach dem Tod seines Vaters nach Korntal, wo er ab 1936 die Schule besuchte. 1938 übersiedelte die Familie nach Pforzheim. Dort war er ab 1940 Gymnasiast und war von 1944 bis 1945 zum Arbeitseinsatz in eine Rüstungsfirma eingezogen.
Nach einem kürzeren Aufenthalt in Blaubeuren zog Müller nach Stuttgart und besuchte von 1945 bis 1947 das evangelisch-theologische Seminar in Maulbronn, wo er 1949 das Abitur ablegte.
Müller studierte an der Universität Tübingen Biologie mit dem Kernfach Botanik, zudem Chemie und Physik. An der Uni Tübingen war Konrad Buchwald einer seiner akademischen Lehrer, unter dessen Anleitung Müller in den Semesterferien pflanzensoziologische Grünlandkartierungen im Argen- und Donautal durchführte.
1954 schloss Müller das Studium mit der wissenschaftlichen Prüfung als Gymnasiallehrer ab und wurde ein Jahr später bei Konrad Buchwald mit einer Dissertation zum Thema „Versuche über die Windschutzwirkung von Hecken auf der Schwäbischen Alb“ promoviert.

## Berufliche Laufbahn
Nach kurzer freiberuflicher Tätigkeit als Vegetationskartierer in den Illerauen wurde Müller als wissenschaftlicher Angestellter an der Landesstelle für Naturschutz und Landschaftspflege Baden-Württemberg in Ludwigsburg beschäftigt. Dort bekam er auch bald die Schriftleitung der „Veröffentlichungen der Landesstelle für Naturschutz und Landschaftspflege Baden-Württemberg“ übertragen. Der erste Band, den er herausgab, war die Festschrift zu Ehren von Hans Schwenkel, eines Landschaftsschützers und Vertreters völkischer Naturschutz-Ideologie.
Wesentliche wissenschaftliche und praktische Leistungen in der Zeit in Ludwigsburg waren die Erstellung der „Liste der geschützten Pflanzenarten Baden-Württembergs“ (1963), "Pflanzensoziologische Untersuchungen im Landschaftsschutzgebiet Spitzberg bei Tübingen" (1962 bis 1963) oder die Erstellung der "Karte der potentiellen natürlichen Vegetation Baden-Württembergs" (1974; zusammen mit Erich Oberdorfer und Georg Philippi).
Ab 1978 hatte Theo Müller zusammen mit Erich Oberdorfer die „Pflanzensoziologische Exkursionsflora“ herausgegeben. Wesentlich war auch seine Mitarbeit an der von Erich Oberdorfer herausgegebenen „Süddeutschen Pflanzengesellschaften“ (1977 bis 1992).
1975 erhielt Müller einen Ruf als Professor für ökologische Standortskunde und Landschaftsplanung an der Fachhochschule Nürtingen, wo er zeitweise Fachbereichsleiter und Prorektor war. 1993 wurde Müller pensioniert.

## Funktionen, Mitgliedschaften und Ehrungen
- Schriftleiter der Blätter des Schwäbischen Albvereins (1974 bis 1999)
- Begründer der Reihe „Natur-Heimat-Wandern“ im Verlag des Schwäbischen Albvereins (1977)
- Herausgeber der „Nürtinger Hochschulschriften“ der FH Nürtingen (1982 bis 1991)
- Vorstandsmitglied des Schwäbischen Albvereins
- Heimatmedaille des Landes Baden-Württemberg (1989)
- Verdienstkreuz am Bande des Verdienstordens der Bundesrepublik Deutschland (1991)
- Verdienstmedaille des Landes Baden-Württemberg (2000)
- Ehrenmitglied der Floristisch-Soziologischen Arbeitsgemeinschaft (Verleihung 2002)[3]
- Ehrenmitglied der Gesellschaft für Naturkunde in Württemberg e. V. (2019)[4]

## Schriften
- Versuche über die Windschutzwirkung von Hecken auf der Schwäbischen Alb; Diss. Uni Tübingen, 1955
- Naturschutzgebiet Wollmatinger Ried; Ludwigsburg : Landesstelle f. Naturschutz u. Landschaftspflege Baden-Württemberg, 1969
- Vegetationskunde und Naturschutz; Müller, Theo. - Stuttgart : Klett, 1970
- Die potentielle natürliche Vegetation von Baden-Württemberg; Müller, Theo. - Ludwigsburg : Landesstelle f. Naturschutz u. Landschaftspflege Baden-Württemberg, 1974
- Süddeutsche Pflanzengesellschaften / Teil 3.; 1983, 2., stark bearb. Aufl.
- Integrierter Pflanzenschutz; Nürtingen : Hochschulbund Nürtingen, 1984
- Zur Geschichte und Entwicklung der Fachhochschule Nürtingen; Fachhochschule <Nürtingen>. - Nürtingen/Neckar : Hochschulbund Nürtingen, 1986
- Garten und Literatur; Nürtingen : Zimmermann, 1988
- Kolloquium über die Bedeutung und Problematik des Landschaftsprägenden Streuobstanbaues in Baden-Württemberg; Kolloquium über die Bedeutung und Problematik des Landschaftsprägenden Streuobstbaues in Baden-Württemberg <1988, Nürtingen>. - Nürtingen : Zimmermann, 1988
- Landschaftsveränderungen auf der Schwäbischen Alb; Nürtingen : Hochsch.-Bund, 1990
- Süddeutsche Pflanzengesellschaften / Teil 4. Wälder und Gebüsche / A. Textband; 1992, 2., stark bearb. Aufl.
- Süddeutsche Pflanzengesellschaften / Teil 4. Wälder und Gebüsche / B. Tabellenband 1992, 2., stark bearb. Aufl.
- Süddeutsche Pflanzengesellschaften / Teil 3. Wirtschaftswiesen und Unkrautgesellschaften; 1993, 3. Aufl.
- Heckengäu, Strohgäu, Glemswald; Stuttgart : Theiss, 1994, 1. Aufl.
- Wildrosen und Weissdorne Mitteleuropas; Timmermann, Georg. - Stuttgart : Verl. des Schwäbischen Albvereins, 1994
- Reutlinger und Uracher Alb; Stuttgart : Theiss, 1995, 3., überarb. Aufl.
- Landschaftsökologie und Vegetationskunde als Grundlage der Landnutzung; Nürtingen : Hochsch.-Bund, 1995
- Schwäbische Alb, Nordrandweg (HW 1); Stuttgart : Theiss, 1997
- Die Pflanzenwelt der Schwäbischen Alb; Stuttgart : Verl. des Schwäbischen Albvereins, 1999
- Farbatlas Geschützte und gefährdete Pflanzen; Stuttgart (Hohenheim) : Ulmer, 2001
- Hegau und Linzgau; Stuttgart : Theiss, 2002, 1. Aufl.
- Naturpark Stromberg-Heuchelberg; Stuttgart : Theiss, 2004, 4., verb. und erg. Aufl.
- Die Pflanzenwelt der Schwäbischen Alb; Stuttgart : Theiss, 2005, [3., veränd. Aufl.]
- Schwäbische Alb - Wanderungen auf dem Nordrand- und Südrandweg (HW 1+2); Stuttgart : Theiss, 2008
- Schwäbische Flora; Stuttgart : Theiss, 2011
- Das große Wanderbuch der Schwäbischen Alb; Stuttgart : Theiss, 2012, 4. Aufl.
- Blumenwiesen - Eine Handreichung für Naturfreunde und Wanderer; Stuttgart : Theiss, 2014, 2. Aufl.

## Quelle
- Bärbel Häcker: 50 Jahre Naturschutzgeschichte in Baden-Württemberg. 305 Seiten, Stuttgart 2004.  ISBN 3-8001-4472-7